# 比什特

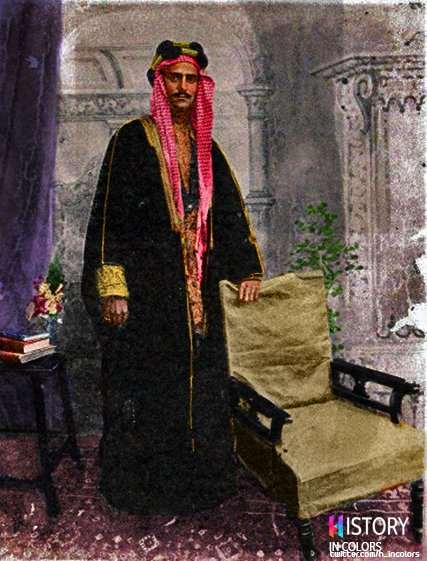
身着黑色比什特的阿拉伯斯坦酋长国王储Chassib（1923年）。

比什特（阿拉伯语：‎），是一种阿拉伯传统男士长袍，至今已有上千年的历史。

## 简介
比什特通常由骆驼毛或羊毛制成，颜色通常为黑色、棕色、灰色、米色或白色。起初这只是贝都因人的冬衣，后来逐渐成为阿拉伯人在节庆典礼上（如开斋节、婚礼、毕业等）穿着的服装。

## 流行文化
2022年国际足联世界杯决赛上，阿根廷队通过点球大战击败法国队。颁奖仪式上，东道国卡塔尔埃米尔（国家元首）塔米姆·本·哈邁德·阿勒薩尼亲自为阿根廷队长梅西披上了一件黑色镶金边的比什特，引发关注。